# Dariusz Jaskulski
Dariusz Jaskulski (ur. 5 grudnia 1962 w Sępólnie Krajeńskim) – polski piłkarz występujący na pozycji obrońcy. W I lidze, łącznie w sześciu klubach, rozegrał 145 meczów, zdobywając 4 bramki. Brat Waldemara Jaskulskiego, również piłkarza.